# Estret d'Haro
L'estret d'Haro és un estret marí localitzat en la costa de l'oceà Pacífic d'Amèrica del Nord, un dels principals canals que connecten l'estret de Geòrgia amb l'estret de Juan de Fuca, separant l'illa de Vancouver i les illes del Golf (pertanyents a la Colúmbia Britànica, Canadà), de les illes San Juan (pertanyents a l'estat de Washington, Estats Units).
Aquest estret forma part del límit internacional entre Canadà i Estats Units en el paral·lel 49º de latitud nord.

## Història
La regió de l'estret de Haro i altres aigües que envolten les illes del Golf i les illes de Sant Joan –que geogràficament són un únic arxipèlag dividit artificialment per límits internacionals– va ser la llar d'algunes tribus salish com els lummi, saanich i klallam, però la importància d'aquesta ruta natural va arribar en convertir-se en ruta marítima per atacar i també en ser usada pels navegants de la costa nord-oest per a realitzar comerç regular.
El capità de vaixell i explorador peruà Manuel Quimper (c. 1757-1844) va ser, després del seu tripulant novohispà, Gonzalo López de Haro (abans de 1788-1823) (que donaria nom a l'estret), el primer europeu conegut a navegar per les seves aigües mentre cartografiaven les aigües més enllà de l'estret de Juan de Fuca.
L'estatus de límit internacional no va ser establert fins a la resolució del conflicte dels límits de Sant Joan el 1870.